# Habitatge al carrer Nou, 15 (Sant Pere de Ribes)
L'Habitatge al carrer Nou, 15 és un edifici del municipi de Sant Pere de Ribes (Garraf) inclosa en l'Inventari del Patrimoni Arquitectònic de Catalunya.

## Descripció
Es tracta d'un edifici entre mitgeres, situat en una de les cantonades que formen el carrer Nou i el carrer de l'Ensenyament. Té planta baixa, pis, cambres d'aire i coberta a dues vessants. La distribució de les obertures en ambdues façanes és independent, tot i que presenten elements d'unió com les línies d'imposta de maó que separen els pisos i l'emmarcament de maó comú a totes les obertures, d'arc rebaixat en planta i pis.
A més, les dues façanes segueixen un criteri de simetria : la del carrer Nou, té com a eix central al portal d'accés i un balcó al primer pis, en ambdós casos amb una obertura a banda i banda; la del carrer de l'Ensenyament repeteix aquesta simetria central, si bé varien les característiques formals de les obertures. Un altre element remarcable és la decoració amb trencadís de rajoles. La construcció ha experimentat modificacions a la part posterior.

## Història
L'edifici va ser bastit aproximadament l'any 1920. No s'ha trobat cap documentació relativa a aquesta obra que permeti conèixer l'arquitecte que la va realitzar. Ramon Artigas (autor de la fitxa de l'Inventarií del Col·legi d'Arquitectes) l'atribueix a Josep Font i Gumà, encara que sembla més factible que la construís el seu primer propietari, Pau Montanyés, mestre d'obres, inspirada en les cases realitzades anteriorment a Ribes per aquell arquitecte.